# Helenira Resende
Helenira Resende de Souza Nazareth, de codinome Fátima (Cerqueira César, 19 de janeiro de 1944 – Araguaia, 29 de setembro de 1972), foi uma guerrilheira brasileira, militante do Partido Comunista do Brasil (PCdoB) e integrante da Guerrilha do Araguaia.
Foi um dos casos investigados pela Comissão da Verdade, que apura mortes e desaparecimentos na ditadura militar brasileira. Helenira é considerada uma desaparecida política desde 1972  porque os seus restos mortais não foram encontrados e nem entregues para os familiares, impedindo seu sepultamento.

## Biografia
Líder estudantil e ex-vice-presidente da UNE, jogadora de basquete e praticante do atletismo,  conhecida como "Preta" pelos colegas de militância e da universidade e reconhecida por sua capacidade como oradora,  cursou Letras e Filosofia na USP, na rua Maria Antônia, em São Paulo, e foi presa durante o XXX Congresso da UNE, em Ibiúna, 1968. Do ônibus que a transportava junto com outros estudantes presos, conseguiu entregar um bilhete a um transeunte que avisava sua família de sua prisão, o que impediu que fosse dada como desaparecida. Transferida do Presídio Tiradentes para o DOPS, foi jurada de morte pelo delegado Sérgio Fleury, figura máxima da repressão policial à resistência à ditadura militar.
Helenira foi solta por força de habeas-corpus concedido na véspera da edição do AI-5, em dezembro de 1968, e caiu na clandestinidade, vivendo em várias partes do país até ir para o Araguaia, no sul do Pará, para contribuir na organização da luta armada rural contra o regime.

## Atuação na Guerrilha do Araguaia
A Guerrilha do Araguaia foi um movimento de resistência armada organizado pelo Partido Comunista do Brasil (PCdoB) durante a ditadura militar brasileira, com o objetivo de derrubar o regime por meio de uma revolução popular camponesa. Inspirado pelos modelos da Revolução Cubana e da Revolução Chinesa, o PCdoB acreditava que o campo era o espaço mais estratégico para iniciar um levante armado, com apoio do campesinato. A região escolhida foi o sudeste do Pará, às margens do rio Araguaia, por ser isolada, de difícil acesso e habitada por camponeses pobres e sem acesso a serviços básicos, um ambiente propício à agitação política e à reforma de uma base revolucionária.
Na clandestinidade, Helenira uniu-se ao Partido Comunista do Brasil (PCdoB), e foi enviada à região do Araguaia, no sul do Pará, para participar da organização da luta armada rural contra o regime militar. Usando o codinome "Fátima", integrou o Destacamento A da guerrilha, onde era reconhecida por sua coragem, liderança e por ser uma mulher na luta armada.
Integrante do Destacamento A da guerrilha, onde usava o nome Fátima,  Helenira fazia parte de um grupo emboscado por fuzileiros navais em 29 de setembro de 1972. Ferida no tiroteio e metralhada nas pernas, recusou-se a entregar a localização dos companheiros aos militares e foi torturada e morta a golpes de baioneta.

### Morte
Sua morte foi descrita no Relatório Arroyo, escrito pelo dirigente do PCdoB Ângelo Arroyo, o único dirigente da guerrilha a sobreviver a ela, da seguinte maneira:

“No dia 29 de setembro, houve um choque do qual resultou a morte de Helenira Resende. Ela, juntamente com outro companheiro, estava de guarda num ponto alto da mata para permitir a passagem, sem surpresas, de grupos do destacamento. Nessa ocasião, pela estrada vinham tropas. Como estas achassem a passagem perigosa, enviaram ‘batedores’ para explorar a margem da estrada, precisamente onde se encontrava Helenira e o outro companheiro. Este, quando viu os soldados, acionou a metralhadora, que não funcionou. Ele correu e Helenira não se deu conta do que estava sucedendo. Quando viu, os soldados já estavam diante dela. Helenira atirou com uma espingarda 16. Matou um. O outro soldado deu uma rajada de metralhadora que a atingiu. Ferida, sacou o revólver e atirou no soldado, que deve ter sido atingido. Foi presa e torturada até a morte”.— Ângelo Arroyo, no Relatório Arroyo, único documento conhecido dos guerrilheiros sobre a Guerrilha do Araguaia.
Seu corpo, que segundo camponeses teria sido enterrado num local conhecido como 'Oito Barracas',  nunca foi encontrado e oficialmente é reconhecida como "foragida" pelas Forças Armadas. Após sua morte, o destacamento em que atuava, em homenagem à sua coragem e espírito de liderança, passou a chamar-se Destacamento Helenira Rezende.

## Homenagens
Casa Helenira Preta de referência para mulher, em São Paulo, na cidade de Mauá, centro de apoio à mulheres em situação de violência construído a partir de uma ocupação organizada por mulheres do Movimento de Mulheres Olga Benário reivindicando políticas públicas para mulheres.
No ano de 2012, a Associação de Pós-graduandos da Universidade de São Paulo, no campus capital, decidiu prestar-lhe homenagem, passando a se denominar APG Helenira 'Preta' Resende – USP/capital.
Em 1997, a Câmara Municipal de Campinas criou a Lei 9497 de 20/11/97 que nomeou, a anteriormente rua 3 do Residencial Cosmo I, como Helenira Rezende de Sousa Nazareth.
Na cidade de São Paulo, algumas ruas dos bairros do Grajaú e Cidade Ademar receberam o seu nome. Além disso, Guarulhos também homenageou Helenira ao intitular uma das ruas com o nome da guerrilheira.
Em 2014, na cidade de Assis, a Lei 5.876/2014 de 24 de julho de 2014 denominou a Praça de Esportes e da Cultura do Parque Colinas de Espaço Comunitário "Helenira Rezende de Souza Nazareth", conforme Projeto de Lei do vereador Reinaldo Farto Nunes - Partido dos Trabalhadores.
Em sua homenagem também, o centro acadêmico do curso de Ciências Sociais da EFLCH/Unifesp leva seu nome.
No dia 26 de agosto de 2024, Helenira, assim como outros quatorze estudantes da Faculdade de Filosofia, Letras e Ciências Humanas da Universidade de São Paulo assassinados pela ditadura militar recebeu postumamente o diploma da graduação como parte do projeto "Diplomação da Resistência".